# 紀元前753年
紀元前753年（きげんぜん753ねん）は、西暦（ローマ暦）による年。紀元前1世紀の共和政ローマ末期以降の古代ローマにおいては、ローマ建国紀元1年として知られていた。紀年法として西暦（キリスト紀元）がヨーロッパで広く普及した中世時代初期以降、この年は紀元前753年と表記されるのが一般的となった。

## 他の紀年法
- 干支 : 戊子
- 中国
  - 周 - 平王18年
  - 魯 - 恵公16年
  - 斉 - 荘公贖42年
  - 晋 - 文侯28年
  - 秦 - 文公13年
  - 楚 - 蚡冒5年
  - 宋 - 武公13年
  - 衛 - 荘公揚5年
  - 陳 - 文公2年
  - 蔡 - 戴侯7年
  - 曹 - 桓公4年
  - 鄭 - 武公18年
  - 燕 - 鄭侯12年
- 朝鮮
  - 檀紀1581年
- ユダヤ暦 : 3008年 - 3009年

## できごと
- 4月21日 - ローマの建国神話の伝承によると、イタリア半島中部のローマ村でロームルスが王に即位し、古代ローマ最初の政体である王政ローマが成立。この年がローマ建国紀元1年となる（上記）。なお、日食の記録から、ローマ建国は紀元前745年だった可能性も指摘されている。